# Pattiom
Pattiom é uma vila no distrito de Kannur, no estado indiano de Kerala.

## Demografia
Segundo o censo de 2001, Pattiom tinha uma população de 19 948 habitantes. Os indivíduos do sexo masculino constituem 46% da população e os do sexo feminino 54%. Pattiom tem uma taxa de literacia de 86%, superior à média nacional de 59,5%: a literacia no sexo masculino é de 87% e no sexo feminino é de 84%. Em Pattiom, 10% da população está abaixo dos 6 anos de idade.